# اضطراب التوازن
اضطراب التوازن، خلل يتسبب في شعور الفرد بعدم التوازن عند الوقوف أو المشي. قد يكون هذا الاضطراب مصحوبًا بشعور الدوار أو الدوخة. إن التوازن نتيجة عمل العديد من أجهزة الجسم معًا: الجهاز البصري (العيون) والجهاز الدهليزي (الأذنين) وحس الجسم بمكانه في الفراغ، ويمكن أن يؤدي ضعف أو فقدان وظيفة أي من هذه الأنظمة إلى خلل في التوازن.

## العلامات والأعراض
قد يحدث خلل وظيفي معرفي مع الاضطرابات الدهليزية. تشمل العيوب المعرفية وظائفًا مكانية وغير مكانية مثل ذاكرة التعرف على الأشياء. ثبت أن الخلل الدهليزي يؤثر سلبًا على الانتباه والتركيز ويمكن أن تؤدي ذلك إلى تفاقم الاضطراب. تُظهر دراسات التصوير بالرنين المغناطيسي الحديثة أن الأشخاص الذين يعانون من تلف دهليزي ثنائي (تلف في كلتا الأذنين الداخليتين) يخضعون لضمور في تلفيف الحُصين في الدماغ والذي يرتبط بدرجة الخلل في مهام الذاكرة المكانية.

## التشخيص
يبدو أنه من الصعوبة بمكان وضع تشخيص اضطرابات التوازن بدقة، وقد يستشير أكثر من ثلث المرضى المصابين بمرض دهليزي أكثر من طبيب، وفي بعض الحالات يحتاج بعض المرضى إلى أكثر من خمسة عشر عامًا للوصول للتشخيص الصحيح لحالتهم.

## العلاج
تتنوع خيارات علاج اضطرابات التوازن. يتضمن أحد الخيارات علاجًا لمرض أو اضطراب قد يساهم في مشكلة التوازن مثل التهابات الأذن والسكتة الدماغية والتصلب المتعدد وأمراض النخاع الشوكي وداء باركنسون والأمراض العصبية العضلية ورضوض الدماغ وخلل وظائف المخيخ (الرنح) وبعض الأورام مثل ورم العصب السمعي. يختلف العلاج بحسب الشخص ويعتمد على نتائج التقييم بما في ذلك الأعراض والقصة المرضية والوضع الصحي العام ونتائج الفحوصات الطبية.

### إعادة تأهيل الجهاز الدهليزي
تتطلب العديد من أنواع اضطرابات التوازن تدريبًا على التوازن بإشراف أخصائي العلاج المهني أو أخصائي العلاج الطبيعي، وغالبًا ما يعتمد أخصائيو العلاج الطبيعي مقاييس موحدة كجزء من تقييمهم من أجل الحصول على معلومات وبيانات مفيدة حول الوضع الحالي للمريض. تتضمن بعض التقييمات مقاييس مثل: اختبار الوصول الوظيفي والاختبار السريري للتكامل الحسي أثناء التوازن ومقياس بيرغ للتوازن. يمكن للبيانات والمعلومات التي تجمع أن تساعد أخصائي العلاج الطبيعي على تطوير برنامج تدخل خاص بالشخص نفسه. قد تتضمن برامج التدخل أنشطة تدريبية يمكن استخدامها لتحسين التحكم في الوضع الثابت والمتحرك وتوزيع الوزن والمشي ومنع السقوط والوظيفة الحسية.

### فقدان التوازن الدهليزي الثنائي
يمكن أيضًا علاج خلل التوازن الناجم عن الفقدان الثنائي للوظيفة الدهليزي مثل ذلك الذي يمكن أن تحدثه الأدوية السامة للأذن مثل الجنتاميسين من خلال تمارين إعادة التدريب على التوازن (إعادة التأهيل الدهليزي) على الرغم من احتمالية التحسن ولكن ليس من المرجح حدوث الشفاء التام.

## أبحاث
يعمل العلماء في المعهد الوطني للصمم واضطرابات التواصل الأخرى على فهم اضطرابات التوازن المختلفة والتفاعلات المعقدة بين الدهليز وأجهزة استشعار التوازن الأخرى والدماغ. يدرس علماء المعهد حركة العين لفهم التغيرات التي تحدث في الشيخوخة بالإضافة إلى جمع البيانات حول حركة العين ووضعيتها لتحسين التشخيص وعلاج اضطرابات التوازن. كما أنهم يدرسون فعالية بعض التمارين كخيار علاجي.